# Johannes Anzengruber

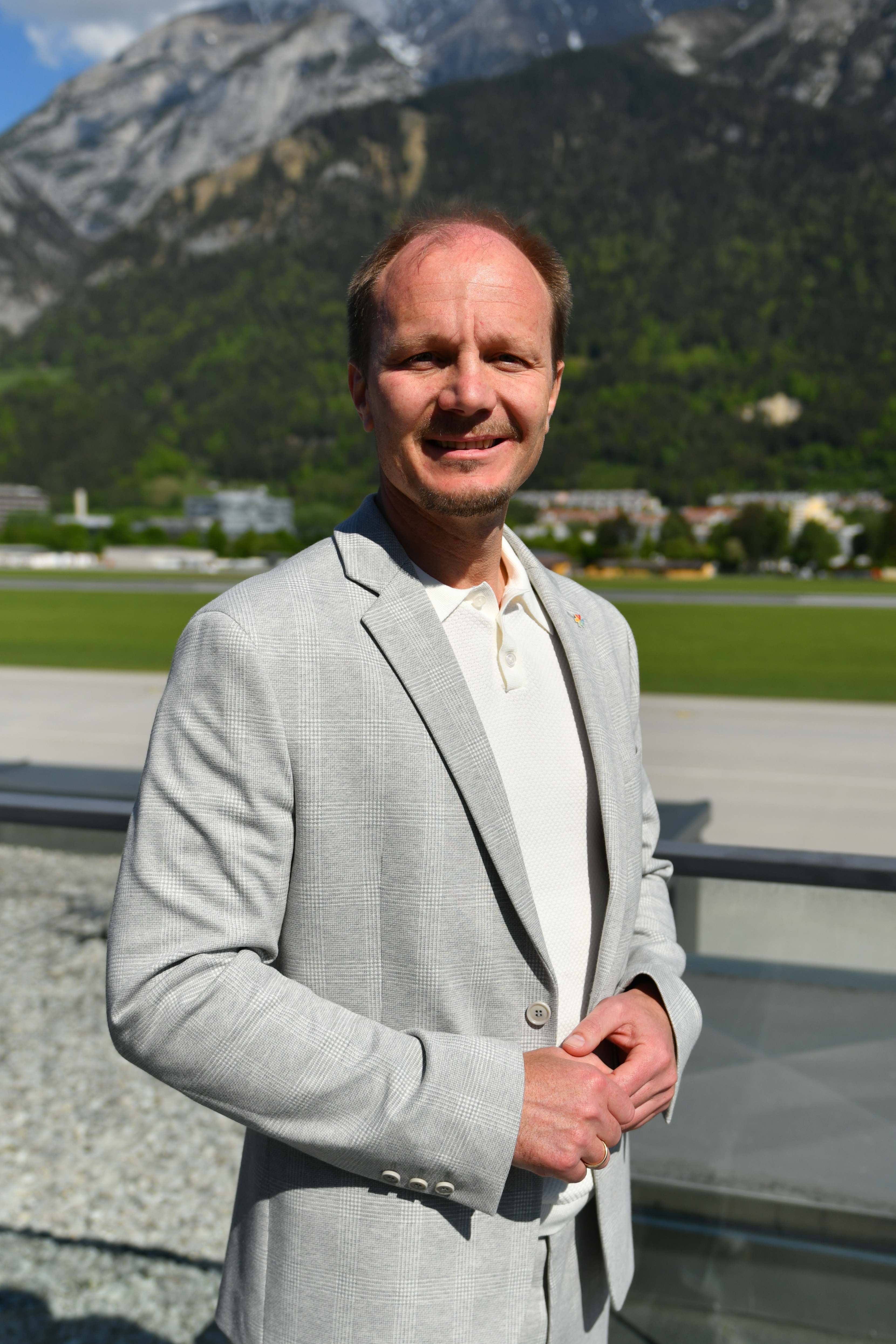
Johannes Anzengruber (2025)

Johannes Anzengruber (* 12. November 1979 in Innsbruck) ist ein österreichischer Politiker und seit 2024 Bürgermeister der Stadt Innsbruck.
Ab dem 27. Februar 2020 war er zweiter Vizebürgermeister der Stadt Innsbruck. Nach seiner Ankündigung im Oktober 2023, bei der Gemeinderats- und Bürgermeisterwahl 2024 mit einer eigenen Liste als Bürgermeisterkandidat anzutreten, wurde er aus seiner ehemaligen Partei ÖVP ausgeschlossen. Am 14. Dezember 2023 wurde er mit den Stimmen von 23 der 40 Mandatare als Vizebürgermeister abgewählt. Am 28. April 2024 wurde er zum Innsbrucker Bürgermeister gewählt und als solcher am 17. Mai 2024 angelobt.

## Leben
Johannes Anzengruber wurde 1979 in Innsbruck geboren. Er besuchte laut eigener Aussage die HTL Anichstraße und schloss ein Studium der Gesundheitswissenschaften mit dem Bachelor ab.
2013 übernahm Anzengruber die Pacht der Arzler Alm, die er aufgrund seiner Wahl zum Vizebürgermeister im Februar 2020 wieder abgeben musste.
Anzengruber ist seit 2008 verheiratet und hat eine Tochter und einen Sohn.

## Politik
Bei der Nationalratswahl 2017 kandidierte Johannes Anzengruber auf Platz 69 der Bundeswahlliste der ÖVP für den Einzug in den österreichischen Nationalrat.
Bei der Gemeinderatswahl am 22. April 2018 kandidierte Anzengruber auf Platz 7 der Liste der ÖVP für den Einzug in den Innsbrucker Gemeinderat. Ihm gelang aufgrund einer niedrigen Wahlbeteiligung (Wahlzahl) und mit Hilfe von 864 Vorzugsstimmen die Vorreihung auf den ersten Listenplatz und damit der Einzug in den Gemeinderat. Von April 2018 bis Jänner 2019 war Anzengruber Klubobmann der Stadt-ÖVP.
Als der damals amtierende Vizebürgermeister der ÖVP, Franz Xaver Gruber, aufgrund des für seine Partei schlechten Wahlergebnisses bei der Gemeinderatswahl 2018 bekanntgab, sich aus der Politik zurückzuziehen, einigte sich die ÖVP auf Anzengruber als Nachfolger. In der Sitzung des Innsbrucker Gemeinderats am 27. Februar 2020 wurde Anzengruber in einer geheimen Abstimmung mit nur 22 Stimmen zum zweiten Vizebürgermeister gewählt. Es gab 15 Gegenstimmen und 3 Enthaltungen. Für Diskussionen sorgte insbesondere, dass die damalige Koalition aus Grünen, FI, ÖVP und SPÖ über insgesamt 27 Mandate verfügte und die FPÖ behauptete, für Anzengruber gestimmt zu haben. Als Vizebürgermeister sind Anzengruber die Ressorts Allgemeine Sicherheit und Veranstaltungen, Berufsfeuerwehr, Wald und Natur, Soziales, Kinder- und Jugendhilfe, Tourismus sowie Gesundheit zugeteilt.
Im August 2023 schrieb Anzengruber einen offenen Brief an den Tiroler VP-Landesparteiobmann und Landeshauptmann Anton Mattle, in dem er anscheinend interne Inhalte von Verhandlungen preisgab, seine Ambitionen für die Spitzenkandidatur zur Gemeinderatswahl 2024 in Innsbruck bekundete und auch eine Mitgliederbefragung zur Klärung dieser Frage vorschlug. Dies führte zu Kritik in der VP-Landes- und in der Stadt-Partei, und Anzengruber wurden „Alleingänge, mangelnde Teamfähigkeit und ein zu enges Verhältnis zum politischen Gegner Willi“ vorgeworfen. Dem Wunsch nach einer Mitgliederbefragung kam die Volkspartei nicht nach, da dies im Statut nicht vorgesehen war, jedoch wurde auf Drängen Anzengrubers ein Stadtparteitag mit Neuwahlen einberufen. Anzengruber kündigte in den Parteigremien der Volkspartei am 3. Oktober 2023 an, dort auch für das Amt des Stadtparteiobmannes kandidieren zu wollen. Am 19. Oktober 2023 – wenige Tage vor dem Stadtparteitag der Volkspartei – gab Johannes Anzengruber überraschend in einer Pressekonferenz bekannt, mit einer eigenen Liste anzutreten, um selbst als Bürgermeisterkandidat kandidieren zu können. ÖVP-Landesgeschäftsführer Sebastian Kolland teilte daraufhin mit, dass Anzengruber damit „automatisch“ seine Mitgliedschaft in der ÖVP und seine Funktionen in „allen Gremien“ verlor. Unterstützung für Anzengrubers Antreten bekam er von seiner Gemeinderatskollegin Mariella Lutz, die aufgrund dessen ebenfalls ihre ÖVP-Mitgliedschaft verlor. Anzengruber sieht sich dagegen selbst weiterhin als VP-Mitglied. Aufgrund der Eigenkandidatur wurden Anzengruber und Lutz am 9. November 2023 schließlich vom ÖVP-Gemeinderatsklub ausgeschlossen, damit verloren sie auch die Funktionen in den Gemeinderatsausschüssen.
In der ersten Runde der Bürgermeisterwahl 2024 errang er mit über 19 Prozent  der Stimmen den zweiten Platz. Am 28. April 2024 setzte sich Anzengruber in einer Bürgermeister-Stichwahl gegen den amtierenden Bürgermeister Georg Willi durch und wurde zum neuen Bürgermeister der Landeshauptstadt Innsbruck gewählt. Seine Angelobung erfolgte am 17. Mai 2024.
Johannes Anzengruber ist Ausschussmitglied der Fachgruppe Gastronomie Tirol der Wirtschaftskammer Österreich.

### ErlebnisCards-Affäre
Im September 2023 bekam Johannes Anzengruber mehrere tausend sogenannter ErlebnisCards vom Unternehmen digital card solutions GmbH geschenkt, da sie laut Aussage des Unternehmens ansonsten im Müll gelandet wären. Diese Karten kosten im regulären Verkauf 99 Euro pro Stück und versprechen Ermäßigungen und freie Eintritte bei hunderten Unternehmen und Freizeiteinrichtungen in Tirol. Anzengruber verschenkte daraufhin 3433 der Karten an die Mitglieder der Innsbrucker Freiwilligen Feuerwehren, weitere Blaulichtorganisationen, Angestellte eines Seniorenheims und alle Mitglieder der Innsbrucker Sozialen Dienste mittels eines Briefes, der folgenden Begleittext enthielt: „Gerne schenke ich euch eine Karte, mit der die vielen verschiedenen sportlichen, kulinarischen, touristischen und kulturellen Abenteuer noch bis Ende des Jahres erlebbar sind.“ Die eigene Partei sowie Bürgermeister Georg Willi (Grüne) leiteten daraufhin eine Prüfung aufgrund des Verdachts eines Verstoßes gegen die Compliance-Regeln ein. Die Volkspartei stellte fest, dass die Partei von Anzengruber weder informiert noch eingebunden worden war. Auch der Verdacht auf Verstöße gegen das Parteiengesetz und das Spendenannahmeverbot wurde von anderen Parteien geäußert. Anzengruber entgegnete, dass er nur als „Vermittler“ zwischen der digital card solutions GmbH und den Empfängern agiert hatte, was jedoch von allen Gemeinderatsfraktionen aufgrund des Begleittextes bezweifelt wurde.
Zudem wurde bekannt, dass die Stadt Innsbruck, insbesondere das Ressort, für das Anzengruber als Vizebürgermeister zuständig war, Geschäftsbeziehungen zur digital card solutions GmbH unterhalten hatte. Anzengruber verteilte zumindest vier Aufträge zur Programmierung einer mobilen App im Wert von insgesamt rund 47.000 Euro an das Unternehmen. Die vier Aufträge blieben dabei jeweils unter der gegenüber dem Stadtsenat anzeigepflichtigen Grenze von 25.000 Euro, und die Aufträge sowie die App waren mehreren relevanten Ämtern nicht bekannt. Daraufhin wurde vonseiten der Stadt die Staatsanwaltschaft eingeschaltet. Am 14. November 2023 wurde bekannt, dass die Wirtschafts- und Korruptionsstaatsanwaltschaft gegen Anzengruber die Ermittlungen aufgenommen hat. Im Fokus stand der Verdacht der Vorteilszuwendung und der Vorteilsannahme.
Das Ermittlungsverfahren wurde am 10. Juli 2024 eingestellt.
Im Verlauf der Affäre wurde zusätzlich publik, dass die digital card solutions GmbH in weiterer Hinsicht mit der Politik verstrickt sei, da Ex-ÖVP-Landtagsabgeordneter Wilfried Stauder mit 15 Prozent an dem Unternehmen beteiligt war und der Geschäftsführer des Unternehmens, Dieter Duftner, beim ÖVP-Wirtschaftsbund aktiv sei.

### Plagiatsvorwürfe
Johannes Anzengruber stand im November 2023 im Mittelpunkt von Plagiatsvorwürfen bezüglich seiner Bachelor-Arbeit mit dem Titel „Strukturierte Dokumentation von IT-Systemen im Gesundheitswesen“. Stefan Weber stellte fest, dass die Arbeit erhebliche Zitierschwächen, ein fehlerhaftes Literaturverzeichnis und wiederholt plagiierte Textpassagen aufweist. Obwohl es sich um einen minderschweren Grenzfall handelt, forderte Weber Konsequenzen, insbesondere die Ungültigerklärung der Lehrveranstaltung, in deren Rahmen die Arbeit verfasst wurde.
Die Studien- und Prüfungskommission der UMIT Tirol weigerte sich jedoch, Konsequenzen zu ziehen, obwohl sie Mängel in der Zitation zugibt. Die Universität verteidigte Anzengruber in der Plagiatsaffäre und wurde von ihm später als Berater für die Pflegestrategie 2033 eingebunden, was weitere Diskussionen über saubere Politik und Geschäftsbeziehungen auslöste.